# Реп'яхи (Мядельський район)
Реп'яхи (біл. вёска Рапяхі) — село в складі Мядельського району Мінської області, Білорусь. Село підпорядковане Нарачанській сільській раді, розташоване в північній частині області.